# Brumholt
Brumholt is een buurtschap in de gemeente Leudal in de Nederlandse provincie Limburg. Het ligt tussen de dorpen Roggel en Neer, zo'n twee tot drie kilometer ten noordwesten van de dorpskern van Neer. Tot het ontstaan van de gemeente Leudal behoorde het tot de gemeente Roggel en Neer.
De buurtschap ligt in een open landbouwgebied en bestaat uit een straatnederzetting en enkele verspreide bebouwing. Tot Brumholt worden circa 55 woningen en boerderijen gerekend die vrijwel allemaal gelegen zijn aan de gelijknamige straat Brumholt en aan enkele zijstraten (Langhaag, Leukeshoef en de Rieterweg). Qua adressering valt de buurtschap volledig onder de woonplaats Neer.
Midden in Brumholt staat de Maria Magdalenakapel, bijgenaamd de kathadraal van Brumholt, een veldkapel gewijd aan de heilige Maria Magdalena.
2 km ten noorden van de buurtschap ligt het natuurgebied de Brookberg.
Dorpen: Baexem · Buggenum · Ell · Grathem · Haelen · Haler · Heibloem · Heythuysen · Horn · Hunsel · Ittervoort · Kelpen-Oler · Neer · Neeritter · Nunhem · Roggel

Buurtschappen: Aan de Bergen · Aan het Broek · Achter het Klooster · Asbroek · Beekkant · Berik · Blenkert · Brumholt · Caluna · Castert · De Horck · Dries · Eiland · Eind · Ellerhei · Gendijk · Geneijgen · Gerhegge · Haelense Broek · Hanssum · Heiakker · Heide (Heythuysen) · Heide (Roggel) · Heioord · Heugde · Hoek · Hollander · Hoogschans · Hoogstraat · De Horck · Kappert · Karreveld · Keizerbos · Kinkhoven · Laak · Maxet · Mortel · Nijken · Op de Bos · Ophoven · Overhaelen · Roligt · Santfort (deels) · Schaapsbrug · Schans (Ell) · Schans (Roggel) · Schillersheide · Smidstraat · Strubben · Uffelse · Venne · Vestjenshoek · Vlaas · Waije

Voormalige gemeenten: Haelen · Heythuysen · Hunsel · Roggel en Neer

Limburg: Steden en dorpen      Nederland: Provincies · Gemeenten